# Santa Maria do Pará
Santa Maria do Pará là một đô thị thuộc bang Pará, Brasil. Đô thị này có diện tích 457,717 km², dân số năm 2007 là 22086 người, mật độ 48,25 người/km².